# دوینا اسپیرکو
دوینا اسپیرکو (انگلیسی: Doina Spîrcu؛ زادهٔ ۲۴ ژوئیهٔ ۱۹۷۰) قایقران روئینگ اهل رومانی بود.